# George Stepney

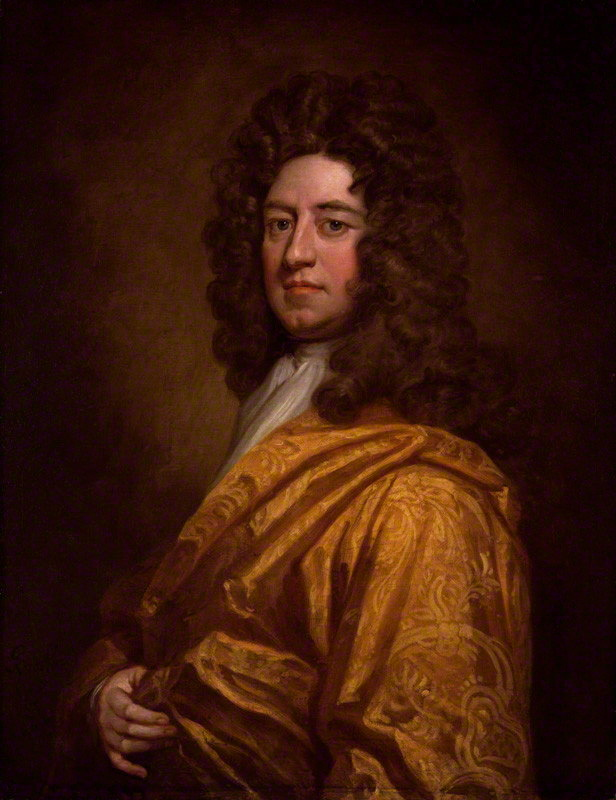
George Stepney (1663–1707)

George Stepney (* 1663 in Westminster; † 15. September 1707 in Chelsea, London) war ein englischer Diplomat und Dichter.

## Leben
Der Sohn von George Stepney besuchte ab 1676 die Westminster School und ab 1682 das Trinity College in Cambridge, an dem er ab 1687 lehrte.
Mit Hilfe seines Freundes Charles Montagu trat er in den diplomatischen Dienst ein und wurde 1692 Gesandter in Brandenburg. Er stand mit dem befreundeten Gottfried Wilhelm Leibniz in Korrespondenz. 1702 wurde er nach Wien gesandt. Nachdem Prinz Eugen von Savoyen 1705 seinen Rückzug gefordert hatte, ging er 1706 nach Den Haag, wobei er im folgenden Jahr erkrankt nach London zurückkehrte.
Im November 1697 wurde er zum Fellow der Royal Society erwählt. 1693 übersetzte er die achte Satire von Juvenal.